# Lijeva Rijeka
Lijeva Rijeka (en serbe cyrillique : Лијева Ријека) est un village de l'est du Monténégro, dans la municipalité de Podgorica.

## Démographie

### Évolution historique de la population
| 1948 | 1953 | 1961 | 1971 | 1981 | 1991 | 2003 |
| ---- | ---- | ---- | ---- | ---- | ---- | ---- |
| 193  | 227  | 251  | 166  | 85   | 78   | 53   |